# Tavira
Tavira je město v portugalském regionu Algarve s počtem obyvatel 12 600. Město leží asi 3 kilometry od pobřeží Atlantského oceánu. Městem protéká řeka Rio Gilao.

## Dějiny
Původ města je nejasný. Existuje dokonce možnost, že území bylo osídleno již v neolitu, ale jistá je až přítomnost Římanů, jejichž sídliště Balsa se nalézalo 3 kilometry západně od dnešního města. V 8. století byla Tavira okupována Maury, kteří zde přestavěli hrad Castelo a postavili dvě mešity. Pád Maurů způsobil až Dom Paio Peres Correia roku 1242, když Taviru dobyl.
Důležitou se Tavira stala v době zámořských objevů. Jakožto přístav nejbližší marockému pobřeží byla Tavira současně základnou pro portugalské expedice do severní Afriky, skladištěm proviantu a nemocnicí pro nemocné a raněné vojáky. Roku 1520 byla Tavira povýšena na město. Úpadek města nastal na začátku 17. století. V řece Rio Gilao byly v té době již takové nánosy bahna, že se větší lodě vůbec nedostaly do přístavu. V roce 1645 město postihla epidemie moru a roku 1755 zemětřesení.
Tavira nakonec začala prosperovat z lovu tuňáků a konzervárenského průmyslu, ten však postihl úpadek v polovině 20. století, když se hejna tuňáků přestěhovala do jiných vod. Dnes Tavira žije hlavně z turistického ruchu.

## Pamětihodnosti
- Ponte Romana – je most se sedmi oblouky, nepochází z římského období, ale své jméno získal proto, že spojoval římskou silnici z Castro Marim s Tavirou.[1] V roce 1989 se při záplavách zřítil jeden z pilířů a byly nutné opravy.[1]
- Castelo – Na místě dnešního hradu stálo opevnění možná již v neolitu. Stavba byla v 8. století přestavěna Féničany a později Maury. Konečnou podobu dostal Castelo v 17. století.[1] Ze zrekonstruované osmiboké věže je hezký výhled na Taviru. Zbytky hradu obklopuje malá zahrada.

- Další památky
  - Igreja da Misericórdia
  - Igreja de Santa Maria do Castelo
  - Igreja de Santiago
  - Praca da República
  - Torre da Tavira

## Partnerská města
- Łańcut, Polsko
- Perpignan, Francie